# Betūl Bāzār
Betūl Bāzār är en ort i Indien.   Den ligger i distriktet Betūl och delstaten Madhya Pradesh, i den centrala delen av landet, 800 km söder om huvudstaden New Delhi. Betūl Bāzār ligger 658 meter över havet och antalet invånare är 9 640.
Terrängen runt Betūl Bāzār är platt. Runt Betūl Bāzār är det ganska tätbefolkat, med 166 invånare per kvadratkilometer. Närmaste större samhälle är Betul, 5,7 km nordväst om Betūl Bāzār. Trakten runt Betūl Bāzār består till största delen av jordbruksmark.